# Buada
Buada – jeden z okręgów administracyjnych Republiki Nauru.
Znajduje się w południowo-zachodniej części wyspy. Jego powierzchnia wynosi 2,66 km². Zamieszkują go 673 osoby (2002).
W okręgu Buada znajduje się Buada Lagoon, niewielkie (choć spore jak na warunki wyspy) jezioro.
W Buada urodzili się m.in. reprezentanci Nauru na igrzyskach olimpijskich – Quincy Detenamo i Itte Detenamo.

## Przypisy

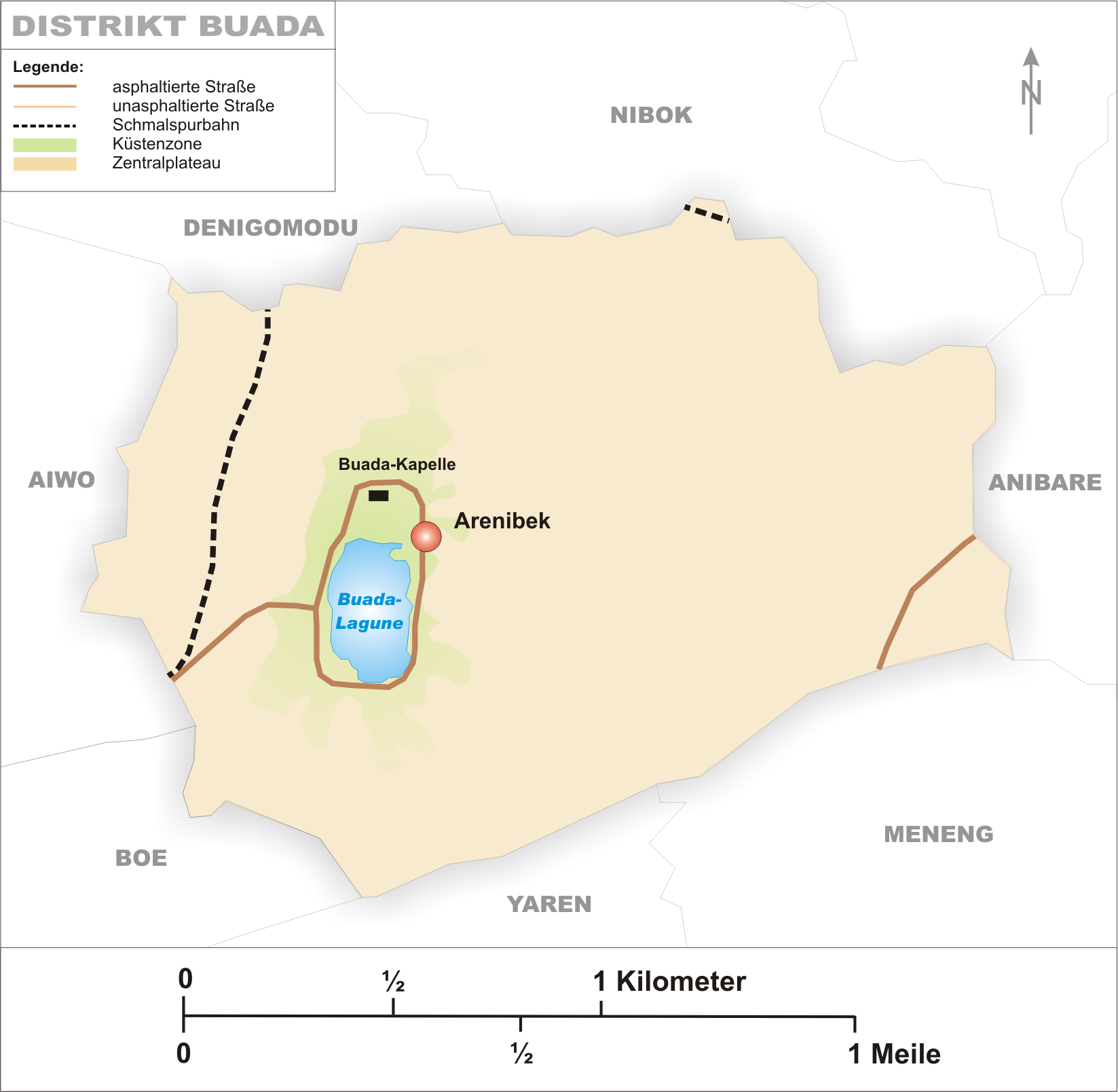
Mapa dystryktu Buada

## Sąsiednie dystrykty
- Denigomodu, Nibok – północ
- Anibare – wschód
- Meneng, Yaren – południe
- Boe – południowy zachód
- Aiwo – zachód